# Chaunanthus petiolatus
Chaunanthus petiolatus är en korsblommig växtart som först beskrevs av William Botting Hemsley, och fick sitt nu gällande namn av Otto Eugen Schulz. Chaunanthus petiolatus ingår i släktet Chaunanthus och familjen korsblommiga växter. Inga underarter finns listade i Catalogue of Life.